# مساطر جينايل لوكاس
مساطر جينايل لوكاس (المعروف أيضا باسم مساطر جينايل) هي أداة حسابية اخترعها هنري جينايل مهندس السكك الحديدية الفرنسية في عام 1891. كانت المساطر تستخدم لحل مشاكل الضرب بسيطة مباشرة.

## التاريخ
في عام 1885 طرح عالم الرياضيات الفرنسي إدوارد لوكاس مسألة حسابية خلال جلسة في أكاديمية اللغة الفرنسية. جينايل والمعروف باخترعته للأدوات الحسابية قام بتقديم اختراعه إلى أكاديمي في عام 1891. كانت شعبية المساطر على نطاق واسع ولكن لم يدم طويلا بعد الآلات الحاسبة الميكانيكية.

## مظهر خارجي
مجموعة كاملة من مساطر جينايل لوكاس تتكون من أحد عشر مسطرة من الخشب أو المعدن. على كل قطاع تتم طباعة عمود من المثلثات وعمود من الأرقام كما هو موضح في الصورة:

## عملية الضرب
من خلال ترتيب هذه المساطر بطريقة صحيح يمكن للمستخدم حل مسألة لعمليات ضرب. على سبيل المثال يمكن الوصول إلى نتيجة ضرب 52749 في 4 بواسطة ترتيب المساطر جنبا إلى جنب حسب «مؤشر»

الرقم المضروب هو 4 لذلك نبدأ من الصف الرابع:
نبدأ من أعلى رقم في العمود الأخير من الصف المحدد:
المثلث الرمادي يشير إلى الرقم التالي:
نتبع المثلثات من اليمين إلى اليسار حتى نصل إلى العمود الأول.
ببساطة يمكن قراءة الأرقام كما هو موضحة باللون الأحمر ليصبح ناتج عملية الضرب هو 210996.